# セロトニン
セロトニン（英: serotonin）、別名5-ヒドロキシトリプタミン（英: 5-hydroxytryptamine、略称: 5-HT）は、必須アミノ酸トリプトファンから生合成される脳内の神経伝達物質のひとつで、動植物に広く分布する生理活性アミン、インドールアミンの一種。名称はserum(血清)とtone(トーン)に由来し、血管の緊張を調節する物質として発見・名付けられた。ヒトではドーパミン・ノルアドレナリンを制御し精神を安定させる働きをするほか、生体リズム・神経内分泌・睡眠・体温調節などに関与する。

## 生合成と体内での働き

トリプトファンからセロトニンへの合成経路

セロトニンは必須アミノ酸のトリプトファンから5-ヒドロキシトリプトファンを経てセロトニンになる。
人体内には約10mg存在し、消化管粘膜に90％、血小板中に8％、脳内の中枢神経系に2％存在する。 
体内では主に小腸にある腸クロム親和性細胞、および腸クロム親和性細胞様細胞が産生し、腸の蠕動亢進に働く。そのため、消化管のセロトニンが過剰に分泌されると下痢になり、分泌が少ないと便秘になる。
消化管で生成されたセロトニンの一部は血小板中に取り込まれ、血液凝固・血管収縮、疼痛閾値の調節、脳血管の収縮活動の調節などに働く。

一方、脳内の神経伝達物質として働くセロトニン（以下、脳内セロトニン）は脳幹の縫線核で合成される。腸で生成されたセロトニンは血液脳関門を通らないため脳のニューロンに直接作用する可能性はない。5－ヒドロキシトリプトファンは血液脳関門を通過するが種々の副作用を示すため、脳内セロトニンを増やすためには栄養学的にはトリプトファンの摂取が重要となる。
トリプトファンは血液脳関門の通過にあたり、他のLNAAs（large neutral amino acids）（バリン・ロイシン・イソロイシン・フェニルアラニン・チロシン・メチオニン）と共通の輸送体を使って脳内に入る。そのため、高たんぱく食などLNAAsが多い環境ではトリプトファンは脳へ取り込まれにくくなり、脳内セロトニン合成の律速段階となる。
また、Diksicらの研究によると健常男性は女性より約52%脳内セロトニンを産生する能力が高く、セロトニンの前駆物質であるトリプトファンが欠乏すると、女性では脳内セロトニン合成が男性の4倍減少する。
脳内セロトニンを生成する縫線核群は、大脳皮質、大脳辺縁系、視床下部、脳幹、脊髄など広汎な脳領域に投射しているため、脳内セロトニンが関与する生理機能は多岐にわたる。生体リズム・神経内分泌・睡眠・体温調節などの生理機能と、気分障害・統合失調症・薬物依存などの病態に関与しているほか、ドーパミンやノルアドレナリンなどの感情的な情報をコントロールし、精神を安定させる働きがある。
ホルモンとしても働き、消化器系や気分、睡眠覚醒周期、心血管系、痛みの認知、食欲などを制御している。

## 神経作用
セロトニン神経（5-HT神経）の活動特性は、覚醒時に抵頻度発射（規則的な 3–5 Hz の発射活動）を継続して、標的細胞のシナプス間隙に一定のセロトニンを分泌させ、覚醒状態を維持することにある。痛みやストレスなどの内外環境からの覚醒・ストレス刺激には影響されない。徐波睡眠に移行するとその活動が減弱、レム睡眠になると、完全に消失する。
脳内のパターン形成機構によるリズム性運動（歩行運動、咀嚼運動、呼吸運動、グルーミングなど）で興奮し、覚醒状態における種々な活動に適度な緊張（抗重力筋の緊張や交感神経の緊張など）を与える役割がある。覚醒時の5-HT神経系の活動が抑制された状態はうつ病や慢性疲労症候群などの症状を惹起するとされる。
抗うつ薬にはセロトニンに関わる薬があり、TCA・SSRI・SNRI・MAO阻害剤が主に当てはまる。セロトニンの再取り込みを阻害することによってシナプス間のセロトニンの量が増えるとされる。
疼痛に関しては、延髄の大縫線核からの下行性疼痛制御系での伝達物質として働く。縫線核の細胞体に存在する5-HT1A受容体（オートレセプター）にセロトニンが作用すると、終末からセロトニン放出が抑制される。この受容体の機能が低下（脱感作）すると、神経終末からセロトニン放出が促進する。
GABAを伝達物質として持つ抑制性介在ニューロンは興奮性セロトニン受容体（5-HT2A・5-HT3）と抑制的セロトニン受容体（5-HT1B・5-HT1C）を持つ。1次ニューロンの終末は興奮性セロトニン受容体（5-HT2A・5-HT3・5-HT4）と抑制的セロトニン受容体（5-HT1A・5-HT1B・5-HT1C）を、2次侵害受容ニューロンは抑制的セロトニン受容体（5-HT1A）を持つ。

### 疼痛抑制
- 2次ニューロンと1次ニューロン終末の抑制的セロトニン受容体にセロトニンが作用。
- 介在ニューロンの興奮性セロトニン受容体にセロトニンが作用。

### 疼痛促進
- 1次ニューロン終末の興奮性セロトニン受容体にセロトニンが作用。
- 介在ニューロンの抑制的セロトニン受容体にセロトニンが作用。

## 比較生物学
単細胞生物は、いろいろな目的でセロトニンを生産する。動物の消化管に寄生するある種のアメーバは、セロトニンを産生し宿主に下痢を起こさせて感染を広げる。
セロトニンは植物も産生する。果物は、種を広範囲に蒔くために、下剤成分を含むことがある。植物のセロトニンは動物の消化管運動に影響を与える。セロトニンを最も多く含むのはクルミである（25-400mg/㎏）。次に多いのは、パイナップル、バナナ、キウイ、トマトなどである（3-30mg/㎏）。たいていの野菜は0.1-3mg/㎏のセロトニンを含んでいる。
エビがセロトニンを注射されると、そのエビは優位の個体として振る舞う。オクトパミンを注射されると、劣位の個体として振る舞う。
セロトニンは、たいていの動物で神経伝達物質として機能し、ポジティブな出来事があると分泌される。例えば、食物の新しい供給源を見つけた場合とか、オスが繁殖相手のメスを見つけた場合である。
セロトニンは、脊椎動物において、心血管系、体温コントロール、日周リズム、食欲、攻撃、性行動、感覚運動反応、学習、痛み感覚などに関与する。